# Ribab
Ribab, DMG ribāb, auch rribab, rbab soussi, ist eine einsaitige, mit dem Bogen gestrichene Kastenspießlaute, die in Marokko traditionell von professionellen poetischen Sängern (raʾīs) der Taschelhit sprechenden Berber im Südwesten des Landes gespielt wird. Der raʾīs (rais, Pl. rwais) tritt als Komödiant und Alleinunterhalter auf oder als Leiter einer Gruppe von bis zu einem Dutzend Akteuren, die zugleich musizieren, singen und tanzen. Das mit der im Orient weit verbreiteten Gruppe der rabāb namensverwandte Instrument kann mit Schmuck behängt sein und so zu einer Wertanlage für seinen Besitzer werden.

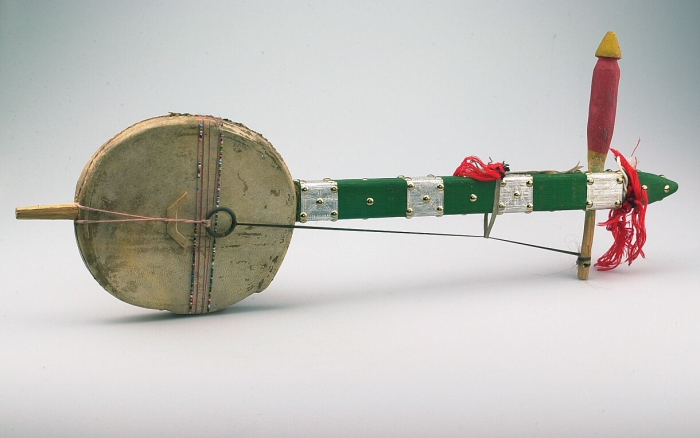
Ribāb

## Herkunft und Verbreitung
Bei den meist mit dem Bogen gestrichenen Spießlauten durchquert der lange, aus einem Holzstab bestehende Hals den Korpus und ragt an der Unterseite ein Stück hinaus. Nach ihrer Korpusform werden drei Gruppen unterschieden. Ein typischer Vertreter der Schalenspießgeigen, die einen schalenförmigen runden Korpus besitzen, ist die ägyptische kamanǧa (auch rebāb) mit zwei Saiten und einem langen, an der Unterseite herausragenden Eisenspieß. Sie ist namens- und formverwandt mit der persischen kamantsche. Im Norden Afrikas lassen sich die Lauten regional zuordnen. Gestrichene Spießlauten mit einem kreisrunden schalenförmigen Korpus sind die einsaitige imzad der Tuareg und die ebenfalls einsaitige goge bei den Hausa.
In Westafrika sind daneben Binnenspießlauten mit schalenförmigem Korpus, der bootsförmig oder kreisrund sein kann, vertreten. Der Hals endet innerhalb des mit einer Hautdecke bespannten Resonanzkörpers. Sie werden stets gezupft. In der Sahara und Sahelzone, wohin die Schalenspießlauten ab dem 11. Jahrhundert mit der Islamisierung durch die Araber gelangten, zählen zu den bootsförmigen gezupften Binnenspießlauten die dreisaitige tahardent der Tuareg, die viersaitige tidinit in Mauretanien, die ngoni in Mali und die keleli im Norden des Tschad.
Ostafrika ist der Verbreitungsschwerpunkt der Röhrenspießlauten, deren bekanntester Vertreter die endingidi ist und die Ende des 19. und Anfang des 20. Jahrhunderts mit der Ausbreitung der arabischen Swahili-Kultur von der ostafrikanischen Küste ins Landesinnere kamen. Weiter südlich in Malawi kommt die kaligo vor.
Die ribāb gehört zur dritten Gruppe der Kastenspießlauten, deren Korpus aus einem mit Brettern zu einem Rechteck gefügten, mit Holzspänen kreisrund gebogenen oder anders geformten Rahmen besteht. Der Rahmen ist ein- oder beidseitig mit Tierhaut bespannt. Hierzu gehört die in Marokko bekannteste dreisaitige Zupflaute gunbrī. Eng verwandt mit der ribāb ist die äthiopische einsaitige Fiedel masinko.
Der Bagdader Gelehrte al-Farabi erwähnt in der ersten Hälfte des 10. Jahrhunderts in seinem Kitāb al-mūsīqā al-kabīr („Das große Buch der Musik“) erstmals, dass ein Instrument namens rabāb mit dem Bogen gestrichen wird. Der arabische Wortstamm r-b-b ist im Namen einer großen Gruppe unterschiedlicher Saiteninstrumente vom Maghreb bis nach Südostasien enthalten. Rabāb ist das klassisch-arabische Wort für Spießgeigen. Dazu zählen sowohl zwei unterschiedlich geformte lange Spießgeigen in Ägypten (im Dialekt rebāb), als auch kurze Knickhalslauten mit schlankem Kasten in Marokko und Tunesien (ebenfalls rebāb). Die zweisaitige marokkanische Kurzhalslaute rebāb (auch rabāb, rbāb) mit ihrem aus einem massiven Holzstück gefertigten schlanken Korpus unterscheidet sich wesentlich von der ribāb. Ferner gehören zu der Namensgruppe die kompakte afghanische rubāb, einige zentralasiatische Lauten, die dreisaitige Spießgeige rebab in Malaysia bis hin zur rebab in der muslimischen Musik von Lombok am östlichen Rand des Verbreitungsgebiets.
Die älteste Tradition könnte die einsaitige kastenförmige „Poetenfiedel“ der arabischen Beduinen rabāba bewahren. Wie der Beiname ausdrückt, gehört dieses Instrument zu einer regionalen Erzähltradition, es wurde früher hauptsächlich von den Sulubba (Sulaib, Sleb), einem verachteten Stamm von Schmieden, Kesselflickern und Eselzüchtern gespielt.
Die gesangsbegleitende Funktion kommt auch im Namen der rebāb aš-šāʿir („Rabāb des Dichters“) zum Ausdruck, die gelegentlich kamanǧet aš-šāʿir oder rebāb al-muġannī („Rabāb des Sängers“) genannt wird. Mit diesem funktionellen Begriff werden mehrere, heute seltene Instrumente der ägyptischen Volksmusik bezeichnet: Eines besteht aus einem Korpus aus vier Holzbrettern in der Form eines auf der Spitze stehenden gleichschenkligen Trapezes. Ein oder zwei Pferdehaarsaiten sind über einen langen Holzstab gespannt und unten an einem ebenfalls langen Eisenstachel befestigt. Der zweite Typ mit zwei Saiten besitzt einen Kokosnuss-Resonator. Ist bei der Kokosschale auf beiden Seiten ein Segment abgeschnitten, so heißt die Spießgeige rebāb turqī.

## Bauform
Der Korpus der ribāb besteht aus einem kreisrunden, annähernd runden oder manchmal herzförmig gebogenen Rahmen aus Oliven- oder Weinrebenholz, der auf beiden Seiten mit Ziegenhaut bespannt ist. Der schlanke Hals wird aus einem Walnussholzstab gefertigt und besitzt einen quadratischen Durchmesser, der sich oberhalb des Wirbels zu einem runden Knauf verjüngt. Sein unteres Drittel ist zu einem Rundstab gedrechselt. Der Rundstab wird von der Überlappungsstelle der beiden Lamellenenden in den Korpus geschoben und ragt am unteren Ende einige Zentimeter über den Rahmen hinaus. Während bei der äthiopischen masinko ein langer, von unten durch eine Bohrung im Hals gesteckter Holzwirbel die Saite in weitem Abstand parallel zum Halsstab hält, sitzt der Wirbel der ribāb quer am Hals, so dass die Saite aus Pferdehaar auf die vom Spieler aus betrachtet linke Seite schräg nach außen verläuft. Der Steg sitzt im oberen Bereich auf der Membran. Unterhalb des Steges endet die Saite an einem Eisenring, der mit einer Hanf- oder Nylonschnur um den Spieß geschlungen ist. Wenige Zentimeter unterhalb des Wirbels ist zwischen Saite und Hals mit leichtem Zug eine Schnur angebracht, die wie bei einem Musikbogen die effektive Länge der Saite und damit die Höhe des Grundtons bestimmt. Die Gesamtlänge eines typischen Instruments beträgt etwa 80 Zentimeter.
Als Streichbogen dient ein flach gebogener Holzstab, zwischen dessen Enden die Bespannung aus Pferdehaar festgebunden ist. Alte Bögen besitzen Schnitzereien oder Intarsien, die Enden sind in Stoffstreifen eingeschlagen. Bei heutigen Bögen wird farbiges Isolierband verwendet. Wie bei manchen Rahmentrommeln produzieren quer über die Membran gespannte Darmsaiten Schnarrgeräusche, falls sie mit Perlen besetzt sind, zusätzlich Rasselgeräusche, sobald die Membran in Schwingungen versetzt wird.
Über ihre musikalische Verwendung hinaus stellen mit Perlen und angehängtem Silberschmuck verzierte ribāb einen materiellen Wert dar. Der Wert des Silbers kann ein Mehrfaches über dem des Instruments liegen und für den Besitzer eine Rücklage für Notzeiten darstellen.

## Spielweise

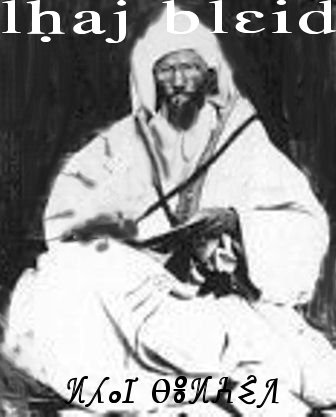
Ein bis heute geschätzter Dichter-Sänger der Schlöh war Lhadj Belaïd (1873 – um 1945), der 1937 in Paris als erster Schlöh eine Schallplatte mit Gesang und ribāb aufnahm.

Der ribāb-Spieler verkürzt die Saite mit der linken Hand etwa in der Mitte der Finger, ohne die Saite auf den Hals niederzudrücken, während er den linken Daumen von unten gegen den Hals hält. Die Grifftechnik ähnelt derjenigen des in Ägypten und auf der Arabischen Halbinsel gespielten rabāb aš-šāʿir.
Bei den Taschelhit sprechenden Berbern, die als Schlöh (Šlūḥ) oder Ishlhin bekannt sind, gibt es neben der Musik der professionellen Sänger und Tanzgruppen eine von Amateuren in den Dörfern zur Unterhaltung gespielte Musik. In deren Zentrum steht die Tanzmusik ahwasch („Tanz“). Eine eigene musikalische Gattung stellt die Musik der Gnawa dar, eine religiöse Gruppe mit schwarzafrikanischen Wurzeln, die neben den Langhalslauten gunbrī und sintir die Fasstrommel ṭbal spielen. Außerhalb der regionalen Musikkultur steht die Rezitation des Korans und anderer religiöser Texte durch den Islamgelehrten (ṭaleb, Pl. ṭolba), der sich idealerweise Bildung und Ansehen an mehreren zawāyā (Sg. zāwiya) erworben hat. Wenn in einem Dorf der Einfluss der orthodox-islamischen ṭolba zu groß geworden ist, kann es sein, dass die Einwohner darauf verzichten, eine eigene ahwasch-Tanztruppe aufzustellen und, um ihre Jahresfeste dennoch feiern zu können, eine professionelle Truppe von andernorts bestellen.
Der professionelle Sänger (raʾīs) begleitet seine episch-langen Balladen oder in Kurzform vorgetragenen Lebensweisheiten auf der ribāb oder der dreisaitigen gezupften Kastenhalslaute gunbrī. Traditionelle wandernde Sänger schöpfen aus einem großen Fundus an islamischen Mythen, historischen Erzählungen und Geschichten aus dem Alltag, die sie gestenreich und durch Tanzbewegungen zu einem Ein-Personen-Schauspiel ausbauen. Diese langen Geschichten heißen lkyst. Eine eigene poetische Gattung sind die tandamt. Hierbei trägt der Dichter-Sänger kurze Abenteuergeschichten, Alltagsbetrachtungen und Sinnsprüche vor. Die dritte der vier 1895 von Hans Stumme beschriebenen Kategorien, tamawušt, beinhaltet Spottgedichte zwischen Mann und Frau in Dialogform, bei denen es auf Schlagfertigkeit ankommt. Sie werden nachts im Freien an einem Feuer vorgetragen. Lġnu schließlich sind Lieder der Frauen bei der Hausarbeit.
Ursprünglich im Süden des Antiatlas in der Region Souss ist eine besondere Tanzkunst beheimatet, die heute von professionellen Tänzer-Musikern auf dem Djemaa el Fna in Marrakesch und bei Veranstaltungen in anderen Städten dargeboten wird. Sie besteht aus einem instrumentalen Vorspiel, gefolgt von Gesang und Tänzen. Auf die freirhythmische Einstimmung (astara) mit der ribāb folgt der poetische Gesangsvortrag (amarg), der den Hauptteil bildet. Ein choreografierter Tanz (ammussu) leitet zu einem weiteren Tanzlied (tamssust) über, das sich mit zunehmendem Tempo zum plötzlich endenden Finale (tabbayt) steigert.
Zu Beginn der Vorführung stellen sich die Akteure in einer Reihe auf. Dann spielen die Rahmentrommel bendīr und die hölzerne Längsflöte ʿawāda (auch ajewwaq, Pl. tajewwaqt), bevor der raʾīs, der vor der Reihe steht, auf seiner ribāb die instrumentale Eröffnung (astara) spielt und die Melodielinie vorgibt. Der raʾīs fungiert als musikalischer Leiter (amghar, männlich Pl. imgharen, alter Mann, Dorfoberhaupt), der als einziger die ribāb spielen darf. Danach stimmen die Ensemblemusiker auf dem gunbrī ein, dem bekanntesten Instrument der Schlöh. Zwei von ihnen erzeugen einen Rhythmus, indem sie drei mit Lederbändchen an den Fingern befestigte Zimbeln (nūīqsāt) in jeder Hand wie anderswo in Marokko qarāqib zusammenschlagen. Sobald der Chor sich in einer Reihe formiert, tritt ein Teil der Instrumentalisten zurück. Der raʾīs stellt sich vor der Sängern auf und beginnt einen Sologesang, begleitet von seiner Fiedel. Die Sänger wiederholen mehrmals die Melodiephrasen und jeder spielt dazu den gunbrī. Wenn der Chor zu tanzen beginnt, schlägt ein am Boden sitzender Musiker mit zwei Metallstäben den nāqūs, ein beliebiges, möglichst rundes Eisenteil (Kochtopf, Bremstrommel), das er auf ein Stück Gummi oder auf einen Lederschuh gestellt hat. Etwa drei bis sechs gunbrī-Spieler sind ständig in Bewegung. Die Melodie ist wenig variierend und verzichtet fast gänzlich auf die in der arabischen Musik üblichen Vierteltonintervalle. Das hauptsächliche Intervall ist die vergrößerte Quarte. Die Tänzer singen im Wechsel mit dem raʾīs und bilden immer komplizierter werdende, genau geplante Formationen. Sie stehen sich in einer Doppelreihe gegenüber, bilden Schlangenlinien oder bewegen sich gegen den Uhrzeigersinn im Kreis. Dem Aufschlagen mit den bloßen Fersen auf dem Boden (herd) kommt eine besondere Bedeutung zu. Den stärksten rhythmischen Akzent erzeugt das Stampfen mit dem flachen Fuß. Die Tänzer tragen lange weiße Gewänder (ganduras), die an der Taille mit einem bestickten Gürtel zusammengehalten werden.
Die Zahl der Teilnehmer bei den professionellen Aufführungen der rwaʾīs und den Amateurdarbietungen ahwasch ist ähnlich hoch. Der Unterschied zwischen beiden Gruppen besteht darin, dass die ahwasch zur lokalen Tradition des jeweiligen Dorfes gehören und eine identitätsstiftende Bedeutung besitzen, während die Truppen der rwaʾīs im ganzen Land und gelegentlich im Ausland auftreten, flexibel auf musikalische Einflüsse reagieren und ihre Erzählungen der Zuhörerschaft anpassen. Der ahwasch verkörpert in diesem Vergleich das bewahrende Element und der rwaʾīs die aufgeschlossene, sich internationalisierende Seite der Schlöh-Kultur.